# Simón Rivero
Simón Gonzalo Rivero (Malagueño, Provincia de Córdoba, Argentina; 16 de abril de 2003) es un futbolista argentino. Juega como mediocampista ofensivo y su primer equipo fue Boca Juniors de la Liga Profesional. Actualmente milita en Tigre de la Liga Profesional.

## Trayectoria

### Inicios
En palabras del propio jugador, «arranqué jugando en Villa del Prado, y de ahí me fui a San Martín, en la Liga Infantil de Alta Gracia. También jugué algunos campeonatos amistosos para Platense. De ahí pasé al Atlético Carlos Paz donde estuve dos o tres años. Me habló un representante que me consiguió una prueba en Racing. Quedé, pero no fui porque era muy chiquito, iba a extrañar mucho. Luego fui a probarme a Boca».

### Boca Juniors
Rivero hizo su debut en Boca Juniors el domingo 2 de octubre de 2022, en la victoria por 1:0 frente a Vélez Sarsfield. Con 19 años de edad, Simón Ingresó a los 86 minutos por Óscar Romero. Una semana después sumó minutos en el final del encuentro frente a Aldosivi.

### Unión de Santa Fe
En 2024 fue cedido a Unión de Santa Fe, en una negociación que incluyó el traspaso de Kevin Zenón y el préstamo de Rivero. El juvenil debutó en mayo.

### Regreso a Boca
Luego de su préstamo regresó a Boca pero no fue tenido en cuenta el técnico Fernando Gago y al no conseguir club se mantuvo entrenando con el plantel profesional pero sin sumar minutos oficiales.

### Tigre
La llegada de Miguel Ángel Russo al banco xeneize no modificó su situación, es por eso que en julio de 2025 se marchó a Tigre a préstamo por 18 meses.

## Estadísticas
- Actualizado al 15 de agosto de 2025

| Club                   | Div.                | Temporada           | Liga | Liga | Liga | Copa Nacional | Copa Nacional | Copa Nacional | Copa Internacional | Copa Internacional | Copa Internacional | Total | Total | Total |
| Club                   | Div.                | Temporada           | PJ   | G    | A    | PJ            | G             | A             | PJ                 | G                  | A                  | PJ    | G     | A     |
| ---------------------- | ------------------- | ------------------- | ---- | ---- | ---- | ------------- | ------------- | ------------- | ------------------ | ------------------ | ------------------ | ----- | ----- | ----- |
| Boca Juniors Argentina | 1.ª                 | 2021                | 0    | 0    | 0    | -             | -             | -             | -                  | -                  | -                  | 0     | 0     | 0     |
| Boca Juniors Argentina | 1.ª                 | 2022                | 2    | 0    | 0    | 0             | 0             | 0             | -                  | -                  | -                  | 2     | 0     | 0     |
| Boca Juniors Argentina | 1.ª                 | 2023                | 0    | 0    | 0    | 0             | 0             | 0             | -                  | -                  | -                  | 0     | 0     | 0     |
| Boca Juniors Argentina | 1.ª                 | 2025                | 0    | 0    | 0    | 0             | 0             | 0             | -                  | -                  | -                  | 0     | 0     | 0     |
| Boca Juniors Argentina | Total               | Total               | 2    | 0    | 0    | 0             | 0             | 0             | -                  | -                  | -                  | 2     | 0     | 0     |
| Unión Argentina        | 1.ª                 | 2024                | 23   | 1    | 0    | 0             | 0             | 0             | -                  | -                  | -                  | 23    | 1     | 0     |
| Unión Argentina        | Total               | Total               | 23   | 1    | 0    | 0             | 0             | 0             | -                  | -                  | -                  | 23    | 1     | 0     |
| Tigre Argentina        | 1.ª                 | 2025                | 3    | 0    | 0    | 1             | 0             | 0             | -                  | -                  | -                  | 4     | 0     | 0     |
| Tigre Argentina        | Total               | Total               | 3    | 0    | 0    | 1             | 0             | 0             | -                  | -                  | -                  | 4     | 0     | 0     |
| Total en su carrera    | Total en su carrera | Total en su carrera | 28   | 1    | 0    | 1             | 0             | 0             | -                  | -                  | -                  | 29    | 1     | 0     |

## Palmarés

### Campeonatos nacionales
| Título              | Club         | País      | Año  |
| ------------------- | ------------ | --------- | ---- |
| Liga Profesional    | Boca Juniors | Argentina | 2022 |
| Supercopa Argentina | Boca Juniors | Argentina | 2022 |